# Carmel Agius

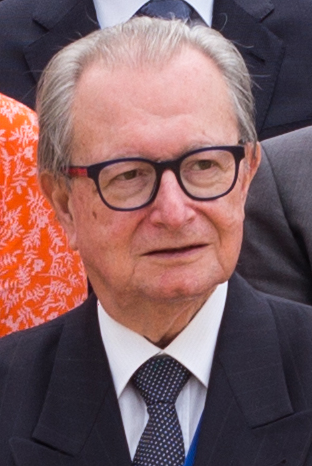
Carmel Agius

Carmel Agius (ur. 18 sierpnia 1945) – maltański prawnik i dyplomata, obecnie sędzia Międzynarodowego Trybunału Karnego dla byłej Jugosławii (ICTY). 
Ukończył studia w zakresie italianistyki, anglistyki i ekonomii. W 1969 uzyskał stopień doktora nauk prawnych. W 1977 podjął karierę sędziowską, a następnie przeszedł przez wszystkie jej szczeble: orzekał w sądach magistrackim, kryminalnym, apelacyjnym, najwyższym oraz konstytucyjnym. Był również przedstawicielem sędziów w Komisji Administracyjnej Wymiaru Sprawiedliwości (maltańskiej odpowiedniczce polskiej Krajowej Rady Sądownictwa). W 1999 pełnił krótko funkcję tymczasowego prezesa Sądu Najwyższego. Stał na czele maltańskiej delegacji na 9 corocznych konferencji ONZ w sprawie zapobiegania i ścigania przestępczości (1992–2001), był również głównym maltańskim negocjatorem podczas rozmów prowadzących do powołania Międzynarodowego Trybunału Karnego. Pracował także w Nepalu jako ekspert ONZ w zakresie wymiaru sprawiedliwości i praw człowieka.
W 1999 został jednym z arbitrów Stałego Trybunału Arbitrażowego. Dwa lata później wybrano go do ICTY, gdzie obecnie stoi na czele jednej z trzech izb orzekających. 